# Favites melicerum
Espèce
Favites melicerum est une espèce de coraux appartenant à la famille des Merulinidae.